# IFA (motorfiets)
De IFA (Industrievereinigung Fahrzeugbau) was de overkoepelende organisatie van de Oost-Duitse motor- en auto-industrie. In de motorwereld was IFA bekend van de IFA-DKW, die na een rechtszaak van de West-Duitse Auto-Union, waar ook DKW onder viel, nog slechts IFA heette. Vanaf 1956 werd de merknaam MZ. In de IFA-periode werden modellen van 123- tot 346 cc gemaakt. Deze laatste had een tweecilinder tweetakt-boxermotor en cardanaandrijving.
Onder IFA ressorteerde ook het auto- motorfietsmerk EMW.